# 魏森费尔斯
魏森费尔斯（德語：Weißenfels，發音：[ˈvaɪsn̩ˌfɛls] ⓘ）是德国萨克森-安哈尔特州布尔根兰县的城市，面积113.56平方千米，2023年12月31日人口为39,181人。